# Општина Куршумлија
Општина Куршумлија налази се на југу Србије, у горњем сливу реке Топлице и њених притока Косанице и Бањске, на југоисточним падинама Копаоника и северозападним падинама Радан планине. Заузима површину од 952 km² и административно припада Топличком округу. Граничи се са општинама: Брус, Блаце, Прокупље, Медвеђа, Подујево (КиМ) и Лепосавић (КиМ). Југозападна граница у дужини од 105 km поклапа се са природном и политичко-административном границом Косова и Метохије. У овом делу налазе се два главна превоја: Мердаре и Преполац.
Површина општине износи 952 km² што чини 42,7% од укупне површине Топличког округа или 1,7% површине централне Србије. У општини се налази једно градско и 89 сеоских насеља, од којих према последњем попису из 2002. године, четири насеља близу административне линије са Косовом и Метохијом више немају становника. Општини Куршумлија припада 93 села.
Према подацима са последњег пописа 2022. године у општини је живело 15.823 становника (према попису из 2011. било је 19.213 становника).

## Демографија
| Етнички састав према попису из 2011.‍ | Етнички састав према попису из 2011.‍ | Етнички састав према попису из 2011.‍ | Етнички састав према попису из 2011.‍ | Етнички састав према попису из 2011.‍ |
| ------------------------------------ | ------------------------------------ | ------------------------------------ | ------------------------------------ | ------------------------------------ |
|                                      |                                      |                                      |                                      |                                      |
| Срби                                 | Срби                                 |                                      | 18.528                               | 96,43%                               |
| Роми                                 | Роми                                 |                                      | 339                                  | 1,76%                                |
| Црногорци                            | Црногорци                            |                                      | 47                                   | 0,24%                                |
| остали                               | остали                               |                                      | 299                                  | 0,02%                                |